# Alina Bronsky
Pour les articles homonymes, voir Bronsky.
 (juin 2020).

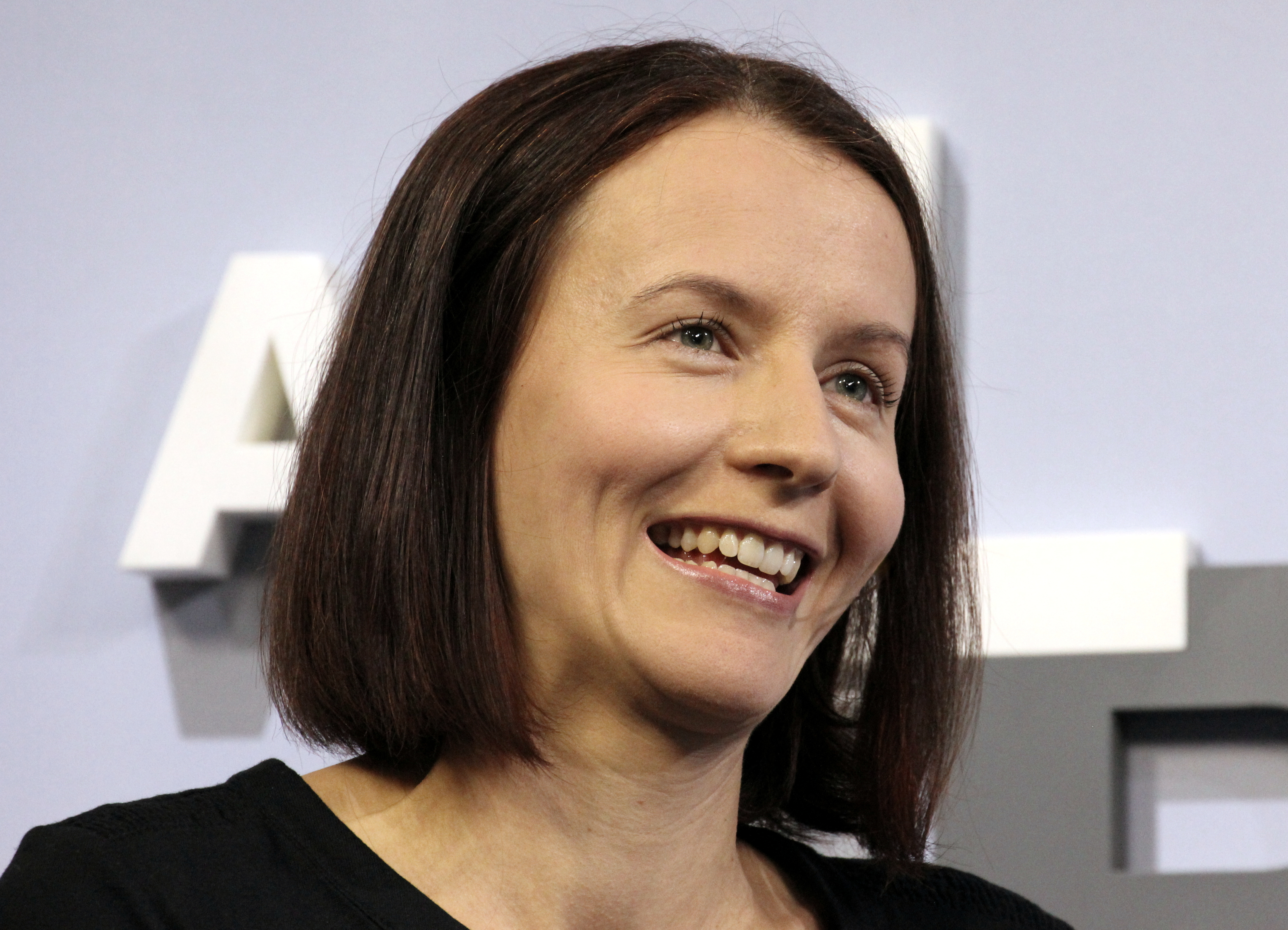
Alina Bronsky à la Foire du livre de Francfort en 2015.

Alina Bronsky (née le 2 décembre 1978 à Sverdlovsk, aujourd'hui Iekaterinbourg, Union soviétique) est une écrivaine allemande d'origine russe.

## Biographie
Alina Bronsky est issue d'un milieu scientifique, sa mère est astronome et son père physicien. Elle grandit du côté asiatique des monts Oural. à treize ans, elle quitte la Russie avec sa famille pour s'installer en Allemagne à Marbourg, puis à Darmstadt. Son père, d'origine juive, est autorisé à y émigrer selon la politique de contingentement mise en place au début des années 1990 par l'état allemand. Après avoir interrompu des études de médecine, elle travaille comme rédactrice et éditrice pour le Darmstädter Echo. Elle publie des chroniques pour le Berliner Zeitung et le Frankfurter Rundschau.
Alina Bronsky est mère de quatre enfants. Le père de ses trois premiers enfants se tue dans un accident sur l'Allalinhorn dans les Alpes valaisannes en janvier 2012. Elle vit à Berlin-Charlottenbourg avec l'acteur Ulrich Noethen. Le couple a une fille.
Son premier roman Scherbenpark suscite un grand intérêt public. En 2009, il est nommé pour le prix du livre de jeunesse allemand, puis adapté au théâtre, ainsi qu'au cinéma avec Jasna Fritzi Bauer dans le rôle principal.
Ses romans Die schärfsten Gerichte der tatarischen et Baba Dunjas letzte Liebe figurent sur la liste longue des prix du livre allemand 2010 et 2015. Tous les deux sont publiés sous forme de livres audio, lus par l'actrice Sophie Rois.

## Œuvres
(juin 2020).
- Scherbenpark, roman, Kiepenheuer & Witsch, Köln 2008  (ISBN 978-3-462-04030-2), aussi en livre-audio  (ISBN 978-3-86610-560-7).
- Die schärfsten Gerichte der tatarischen Küche, roman, Kiepenheuer & Witsch, Köln 2010,  (ISBN 978-3-462-04235-1).
- Spiegelkind, livre de jeunesse, Arena Verlag, Würzburg 2012,  (ISBN 978-3-401-06798-8).
- Spiegelriss, livre de jeunesse, Arena Verlag, Würzburg 2013,  (ISBN 978-3-401-06799-5).
- Mamas Liebling, livre illustré, Hansisches Druck- und Verlagshaus/edition chrismon, Frankfurt am Main 2013,  (ISBN 978-3-86921-116-9).
- Nenn mich einfach Superheld, roman, Kiepenheuer & Witsch, Köln 2013,  (ISBN 978-3-462-04462-1).
- Baba Dunjas letzte Liebe, roman, Kiepenheuer & Witsch, Köln, 2015,  (ISBN 978-3-462-04802-5).
- Avec Denise Wilk: Die Abschaffung der Mutter, essai, DVA, München 2016,  (ISBN 978-3-421-04726-7).
- Und du kommst auch drin vor, roman, dtv, München 2017,  (ISBN 978-3-423-76181-9).
- Der Zopf meiner Großmutter, roman, Kiepenheuer & Witsch, Köln 2019,  (ISBN 978-3-462-05145-2).

Traductions françaises
- Cuisine tatare et descendance[5],[6], traduit par Isabelle Liber, Actes Sud, Arles, 2012
- Ma vie n'est pas un roman, traduit par Véronique Minder, Actes Sud Junior, Arles, 2019
- Le dernier amour de Baba Dounia[7], traduit par Isabelle Liber, Actes Sud, Arles, 2019